# Menjagrà gorjanegre
El menjagrà gorjanegre (Sporophila ruficollis) és una espècie d'ocell de la família dels tràupids (Thraupidae).

## Distribució i hàbitat
Habita en sabanes seques, pasturatges, cardales, jonqueres, etc., fins als 1.200 metres. Les seves poblacions estan disminuint a causa de les captures comercials per a la seva venda com mascota i la degradació dels seus hàbitats.

## Descripció
Mesura aproximadament 10 cm. S'alimenta especialment de llavors encara que de vegades incorpora larves a la seva dieta.